# Calodia guttivena
Calodia guttivena  (лат.) — вид прыгающих насекомых рода Calodia из семейства цикадок (Cicadellidae). Ориентальная область: Китай, Малайзия, Таиланд. Длина самцов 9,0 мм, самок — 9,7-10,1 мм. Общая окраска рыжевато-бурая.
Скутеллюм крупный, его длина равна или больше длины пронотума. Голова мелкая субконическая, отчётливо уже пронотума; лоб широкий. Глаза относительно крупные, полушаровидные, занимают более двух третей дорсальной поверхности головы; оцеллии мелкие. Клипеус длинный, узкий. Эдеагус узкий, с 2 субапикальными шипиками.
Сходны по габитусу с Calodia obscura, отличаясь деталями строения гениталий.